# Lingonentestament
Als Lingonentestament (auch Testament des Lingonen, französisch Testament du Lingon) wird eine nur handschriftlich überlieferte  lateinische Grabinschrift aus der 2. Hälfte des 2. Jahrhunderts n. Chr. bezeichnet, die in Langres (Andemantunnum) gefunden wurde. Das epigraphische Zeugnis ist nicht erhalten, der Text ist aber in einer Abschrift überliefert. Die Abschrift aus dem 10. Jahrhundert wird in der Universitätsbibliothek Basel aufbewahrt. Möglicherweise war das Original an einem Bauwerk angebracht, das im 13. Jahrhundert noch vorhanden war und in einem Itinerar dieser Zeit erwähnt wird.
Die umfangreiche Inschrift ist nicht ganz vollständig, so ist der Name des Grabinhabers am Anfang verloren. In ihr traf ein Angehöriger der lokalen Oberschicht Regelungen für sein Nachleben. Der Text bietet zahlreiche kulturgeschichtlich wertvolle Informationen zur Gestaltung der Grabstätte, ihrer Wartung und der weiteren Nutzung. Weiterhin werden Anweisungen für die Memorialveranstaltungen, für die Organisation der Leichenfeier und die Beigabenausstattung gegeben.

## Inhalt
Der Text beginnt mit einer Beschreibung des Grabes. Ein bereits zu Lebzeiten des Inhabers erbauter Raum soll fertiggestellt und mit einer Sitzstatue des Verstorbenen aus Marmor oder Bronze ausgestattet werden. Es wird eine Exedra erwähnt, vor der eine Liege steht, seitlich flankiert von zwei Sitzbänken. Vor diesem Gebäude soll ein Grabaltar errichtet werden, der die Knochen (ossa) des Verstorbenen aufnehmen wird. Zu dem Gebäude gehören ein Obstgarten und ein Teich, für deren Pflege drei Gärtner bestellt und bezahlt werden sollen. Der Erbe soll die Anbringung der Grabinschrift veranlassen, die unter anderem das Alter des Toten angibt (was in dem erhaltenen Teil des Textes aber nicht der Fall ist). Eine Bestattung anderer Personen im Grab oder dessen Nähe wird ausdrücklich verboten, bei Zuwiderhandlungen wird eine hohe Geldstrafe angedroht. Die weiblichen und männlichen Freigelassenen des Toten sollen sich jährlich zu einem Erinnerungsmahl an der Grabstätte zusammenfinden. Ferner sollen mehrmals im Jahr Opferfeiern an dem Grabaltar abgehalten werden. Für die Organisation der Leichenfeier sind mehrere Männer benannt, darunter ein männlicher Verwandter, aber auch ein Freigelassener. Spezielle Vorkehrungen trifft der Grabinhaber für seine Grabbeigaben. Mitgegeben werden sollen die Gerätschaften, die er für Jagd und Vogelfang benutzt hat. Außerdem werden seine Badeutensilien, seine Liegen, der Tragsessel, Medizin, Geräte der Wissenschaft und ein Schiff aus Binsen sowie weitere Gegenstände (u. a. ein aufwändig verziertes Gewand) aus seinem Besitz erwähnt. Es wird ausdrücklich gesagt, dass diese Objekte mit dem Toten verbrannt werden sollen, damit nichts weggenommen werden kann (Schutz vor Grabraub).